# سيسو (فرنسا)
سيسو هي بلدية تقع في اقليم سين ومارن أحد أقاليم فرنسا في منطقة إيل دو فرانس في شمال وسط فرنسا.

## التركيبة السكانية
يسمى السكان بـ"Cessonnais".

## توأمة
لسيسو (فرنسا) اتفاقيات توأمة مع:
- بوشلو

## وصلات خارجية
- 1999 استخدام الأراضي من IAURIF (معهد التخطيط الحضري والتنمية باريس-Île-de-France région) (بالإنجليزية) * وزارة الثقافة الفرنسية قائمة سيسون (بالفرنسية) * خريطة سيسون على نجمة ميشلان نسخة محفوظة 14 يناير 2013 at Archive.is (بالإنجليزية)